# 惠特蘭鎮區 (堪薩斯州迪金森縣)
惠特蘭鎮區（英語：Wheatland Township）為美國堪薩斯州迪金森縣轄下的鎮區。2010年美国人口普查中此鎮區人口有162人。

## 地理
惠特蘭鎮區涵蓋總面積為93.4平方（36.07平方英里），其中陸地面積為93.2平方（35.98平方英里），水域面積為0.23平方（0.09平方英里）或0.25%。海拔高度378（1,240英尺）。

## 人口統計
根據2010年美國人口普查，惠特蘭鎮區人口有162人，其中男性有84人，女性有78人，人口密度為每平方公里1.73人，住房計65戶。鎮區內的白人有136人，非裔美國人有0人，美洲原住民有0人，亞裔美國人有0人，太平洋島裔美國人有0人，其他種族有22人，混血種族則有4人。此外鎮區內有28人為西班牙裔或拉丁裔美國人。此鎮區之年齡中位數為38.0歲，而男性年齡中位數為37.7歲，女性年齡中位數為41.0歲。